# Niko Carević
Niko Carević (Selca na Braču, 23. studenoga 1909. – Dubrovnik, 17. travnja 2003.), hrvatski liječnik ortoped.

## Životopis
Rođen u Selcima na Braču, od oca Bračanina i majke Dubrovkinje. U Dubrovniku je završio gimnaziju. Studirao je medicinu u Ljubljani, a dovršio u Grazu.Specijalizirao je ortopediju u Zagrebu kod utemeljitelja hrvatske ortopedije Božidara Špišića i na njegov naputak u Bologni u najpoznatiju svjetsku ortopedsku ustanovu, institut Rizzoli, kod dr Puttija. Dvije godine nakon završetka studija medicine 1935., dobio je mjesto asistenta zagrebačke Ortopedske klinike. Na dužnosti je ostao tijekom cijelog rata do 1945. godine. Sljedeće godine na dužnosti je ravnatelja u Biogradu u lječilištu za tuberkulozu kostiju. Nova stanica njegova rada je Rovinj, gdje je 1951. primarijus u najvećoj ortopedskoj bolnici u Hrvatskoj i Jugoslaviji, pa Dubrovnik, u kojem je listopada 1952. osnovao Ortopedsko-traumatološki odjel koji je vodio do odlaska u mirovinu 1977. godine. Područje njegova interesa bila je biomehanika, traumatologijoa koštanog sustava i problematika malignih tumora kosti. Autor je vlastite modifikacije liječenja otvorenih prijeloma potkoljenice.
Dr Niko Carević i dr Dušan Vlašić bili su prva dvojica ortopeda u Dalmaciji.
Nakon rata donirao je velike svote (pretpostavlja se milijun eura) za renoviranje Svete Dominikanske Crkve u Dubrovniku, gdje još danas stoji njegov spomenik.
Pokopan je u obiteljskoj grobnici u Selcima na Braču.